# Silverfulminat
Silverfulminat är ett knallsyrat silver, även benämnt knallsilver, analogt med och tillverkas på samma sätt som knallkvicksilver, men är ännu mera stötkänsligt än detta.
En specialvariant är Berthollets knallsilver som framställs genom tillsats av kaliumhydrat till en ammoniakalisk silverlösning, till en sammetsartad fällning, som är ytterst explosiv.
Bortsett från traditionell användning i vissa leksaker eller smällkarameller, har silverfulminat  inte funnit någon praktisk användning.